# Afroedura hawequensis
Espèce
Statut de conservation UICN

 LC  : Préoccupation mineure
Afroedura hawequensis est une espèce de geckos de la famille des Gekkonidae.

## Répartition
Cette espèce est endémique du Cap-Occidental en Afrique du Sud.

## Étymologie
Son nom d'espèce, composé de hawequ[a] et du suffixe latin -ensis, « qui vit dans, qui habite », lui a été donné en référence au lieu de sa découverte, les monts Hawekwa.

## Publication originale
- Mouton & Mostert, 1985 : Description of a new species of Afroedura (Loveridge) (Reptilia: Gekkonidae) from the south-western Cape. South African Journal of Zoology, vol. 20, no 4, p. 246-249 (texte intégral).